# Dominique Rey
Pour les articles homonymes, voir Rey.
Ne doit pas être confondu avec Jean-Dominique Rey.
Dominique Rey, né le 21 septembre 1952 à Saint-Étienne, est un évêque catholique français, évêque de Fréjus-Toulon de 2000 à 2025.

## Biographie

### Formation
Dominique Rey suit ses études primaires et secondaires à Saint-Étienne. Il obtient une maîtrise en économie politique à Lyon et un doctorat en économie fiscale à Clermont-Ferrand.
De 1976 à 1979, Dominique Rey travaille à la direction générale des Impôts au ministère des finances et à la direction de la prévision.

### Ministères

#### Prêtre
Membre de la communauté de l'Emmanuel, il est ordonné prêtre le 23 juin 1984 pour le diocèse de Paris. Son ministère sacerdotal est partagé entre le diocèse de Paris et la communauté de l'Emmanuel. Il est successivement aumônier du lycée Stanislas à Paris en 1984, puis vicaire à la paroisse Sainte-Marie-des-Batignolles dans le 17e arrondissement de Paris en 1985, avant d'être nommé de 1986 à 1988 supérieur des chapelains de Paray-le-Monial, lieu d'importantes sessions organisées par la communauté, puis de devenir prêtre accompagnateur des séminaristes et des prêtres de l'Emmanuel de 1988 à 1995. Il a ensuite un nouveau ministère paroissial à Paris, comme curé de la paroisse de la Sainte-Trinité de 1995 à 2000.

#### Évêque
Nommé évêque du diocèse de Fréjus-Toulon le 16 mai 2000, il est consacré le 17 septembre de la même année par le cardinal Lustiger assisté du cardinal Bernard Panafieu et de l'évêque Joseph Madec.
Dans la Conférence des évêques de France, il est membre de la commission pour la mission universelle de l'Église.
En 2012, il est nommé par le pape Benoît XVI membre du Synode romain sur la Nouvelle évangélisation où il est élu rapporteur de l'une des commissions francophones.
Il est nommé consulteur du Conseil pontifical pour les laïcs le 6 février 2014 par le pape François.
En octobre 2019, alors que se tient au Vatican le synode sur l’Amazonie, Dominique Rey se rend en pèlerinage à la huitième édition du pèlerinage Summorum Pontificum avec Claude Barthe comme aumônier.
En mai 2022, à la suite d'une mission d’inspection menée par Jean-Marc Aveline, archevêque de Marseille, le Vatican suspend quatre ordinations dans le diocèse de Fréjus-Toulon. Cette décision sans précédent est motivée par le fonctionnement du séminaire de La Castille qui interroge le Saint-Siège. Dominique Rey dit accueillir cette suspension dans la « douleur et la confiance »,,. Parmi ces quatre ordinants, un seul a suivi le séminaire de Fréjus-Toulon après avoir commencé sa formation dans un séminaire du Paraguay fermé sur décision de Rome.
Malgré des alertes venues du diocèse de Melbourne, Dominique Rey avait accueilli en 2010 dans son diocèse l'australien Alcuin Reid qui officiait comme prieur d'une communauté traditionaliste installée dans le monastère Saint-Benoît de Brignoles. Alcuin Reid est ordonné prêtre, hors de France et dans la clandestinité, en avril 2022. Dominique Rey le suspend alors en affirmant qu’il n’a pas donné d’autorisation pour cette ordination. Puis le 10 juin 2022, Dominique Rey supprime l’association publique de fidèles Monastère Saint-Benoît, « sous la pression du Vatican »,.
En février 2023, sa gouvernance « dysfonctionnelle » est mise en évidence par une visite apostolique engagée par le pape François dans le diocèse de Fréjus-Toulon. Elle est menée par Antoine Hérouard, archevêque de Dijon, assisté de Joël Mercier, ancien secrétaire de la Congrégation pour le clergé. À la suite de cette visite, François Touvet est nommé comme évêque coadjuteur à ses côtés, Dominique Rey restant en charge de l'enseignement catholique. Les conclusions de la visite soulignent « l’accueil très large de communautés nouvelles » et « plusieurs dysfonctionnements de gestion économique ».
Il présente sa démission le 31 décembre 2024,, à la demande du pape François qui l'accepte le 7 janvier 2025. François Touvet lui succède automatiquement. Dominique Rey reconnaît avoir accueilli « des communautés, des vocations sacerdotales et religieuses qui, pour une partie, environ 10 %, ont été des échecs reconnus, par manque de discernement ou d’accompagnement. ». Antoine Hérouard, archevêque de Dijon, évoque également des « ordinations surprises » et « beaucoup de souffrances chez les collaborateurs les plus directs de l'Évêque ». Selon des chiffres confirmés par le diocèse de Fréjus-Toulon, près d'un tiers des 164 prêtres ordonnés par Dominique Rey en 25 ans d'épiscopat sont sous le coup d’enquêtes judiciaires ou de procédures internes à l’Église catholique.

##### Points-Cœur
En 2001, Dominique Rey accueille dans le diocèse de Fréjus-Toulon les sœurs de Points-Cœur. En 2008, il incardine Thierry de Roucy et reconnaît canoniquement l’œuvre Points-Cœur (fondée par Thierry de Roucy) et toutes ses branches. Par la suite, Dominique Rey ordonne prêtres de nombreux séminaristes de Points-Cœur formés en Argentine, au Chili ou au Collège anglais de Rome. En février 2016, Dominique Rey déclare Thierry de Roucy en situation de suspens a divinis (la suspense lui interdisant d'exercer son sacerdoce, c'est-à-dire lui imposant l'interdiction d'administrer les sacrements) pour « manquement caractérisé » à son devoir d'obéissance,.

##### Eucharistein
En 2003, Dominique Rey accorde la reconnaissance canonique à la fraternité Eucharistein. Le rapport de l’enquête canonique qui s'est déroulée en 2021 dans la communauté mentionne des dérives dans son fonctionnement. Son fondateur Nicolas Buttet est mis en cause mais aussi le manque de suivi par Dominique Rey,.

## Engagements
- Il est le fondateur des rencontres « Communion évangélisation » : ce réseau rassemble des chrétiens — laïcs, jeunes, prêtres, séminaristes, consacrés, responsables pastoraux, etc. — pour la plupart en dehors des grandes initiatives institutionnelles ou communautaires — engagés ou désirant s’engager davantage sur le terrain et en Église dans la « Nouvelle Évangélisation » : ils désirent partager des expériences, découvrir des initiatives innovantes ou créatives, trouver de nouvelles idées pertinentes, prier et se ressourcer pour (re)trouver un nouvel élan missionnaire pour l'Église[25].
- Le 2 mai 2009, il célèbre le mariage de Jean d'Orléans, duc de Vendôme (fils d'Henri d'Orléans, comte de Paris, prétendant orléaniste au trône de France) avec Philomena de Tornos y Steinhart en la cathédrale Notre-Dame de Senlis[26].
- En 2013, il apporte son soutien à la contestation orchestrée par La Manif pour tous contre l'ouverture du mariage aux personnes de même sexe et, en 2019, à Marchons Enfants contre le projet de loi bioéthique contenant entre autres l'ouverture de la procréation médicalement assistée aux femmes seules ou en couple. Il participe notamment à la manifestation du 6 octobre 2019[27].
- Le vendredi 13 novembre 2015, dans la cathédrale de Toulon, il signe avec l’archevêque melkite Jean-Abdo Arbach l’acte de jumelage[28] du diocèse de Fréjus-Toulon avec celui de Homs, en Syrie.

## Prises de position
Pour Yann Raison du Cleuziou, maître de conférences en science politique à l'université de Bordeaux, Dominique Rey « incarne un catholicisme intransigeant dans lequel la figure du prêtre reste sacrée ».
En 2009, le site catholique Golias le qualifie de proche des traditionalistes.
Pour Le Canard enchaîné, Dominique Rey est un « évêque intégriste, proche de l'extrême droite identitaire et désavoué par le pape François ».

### Observatoire sociopolitique (OSP)
L'observatoire socio-politique du diocèse de Fréjus-Toulon, dirigé par le Père Louis-Marie Guitton, organise chaque année une université d'été en partenariat avec les Dominicains de la Sainte Baume, Famille Chrétienne et le think tank « Liberté Politique ». Louis-Marie Guitton est par ailleurs cofondateur de Courage international en France et avait des responsabilités au sein de la Manif pour tous.

#### Relations avec le Front national
Le 29 août 2015, les participants à l'université d'été du diocèse assistent à une table ronde, au côté de Dominique Rey sur le thème « Politique et médias » avec pour invités : Arnaud Le Clere de Sens Commun, Valérie Boyer, député Les Républicains (remplacée par Hervé Mariton quand elle apprend la présence de Marion Maréchal), Simon Renucci, ancien député-maire divers gauche d'Ajaccio, Aymeric Pourbaix de Famille chrétienne et de Marion Maréchal, députée Front national. « Pour la première fois, des représentants d’un diocèse ont invité un élu du Front national à participer à un débat qu’ils organisent »,,. À cette occasion, Dominique Rey déclare : « avec 40 % de voix [le FN a obtenu 38,9 % des voix aux départementales de 2015], il est impossible de faire autrement que de débattre avec le FN ». Pour Cécile Chambraud, journaliste du Monde, Dominique Rey a ainsi « contribué à rompre la digue entre les catholiques pratiquants et l’extrême droite ».

#### Migrants
À l'occasion de l'élection présidentielle française de 2017, Dominique Rey propose des critères de discernement. À cette occasion, il conditionne un bon accueil des migrants à l’« affirmation des racines chrétiennes » de ces derniers.

### Chrétiens d'Orient
Il lance un appel à l'été 2013 contre l'intervention militaire de la France en Syrie. Le 15 août 2015, il appelle à la prière pour les chrétiens d'Orient ; il est le premier évêque français à se rendre en Syrie depuis le début de la guerre, le même mois. Le diocèse accueille plusieurs familles de réfugiés de Syrie et d'Irak.

### Liturgie
Le 5 juillet 2016, à l'occasion d'une conférence à Londres, le cardinal Robert Sarah, préfet de la congrégation pour le culte divin et la discipline des sacrements, invite les prêtres à revenir à la célébration ad orientem, soit tournés vers l'orient. Également présent à cette conférence et invité à s'exprimer, Rey a pris la parole pour le remercier de cet appel et y répondre favorablement, en affirmant qu'il célébrera et appellera ses prêtres à célébrer la messe de cette manière à compter du dernier dimanche de l'Avent et en d'autres occasions appropriées.

### Téléthon
En 2007, il revient sur la polémique qui a surgi en 2006 concernant le Téléthon,,. Il exprime l'incompatibilité éthique pour les catholiques entre le respect de la personne humaine dans sa conception et la recherche sur l'embryon humain. Il appelle à un « fléchage » des dons pour garantir aux donateurs qui le souhaitent que leurs dons ne seront pas utilisés pour cette recherche sur l'embryon et soutient les recherches sur les cellules souches de l'adulte et sur le sang du cordon ombilical.[réf. nécessaire]

### Franc-maçonnerie
Il est l'auteur d'un livre rappelant la position de l'Église qui condamne la franc-maçonnerie, dans lequel il rappelle l'incompatibilité entre la doctrine catholique et la franc-maçonnerie.

## Publications
- Les Rencontres de Jésus, Paris, Emmanuel, 2006 (ISBN 2-915313-65-2)
- Peut-on être chrétien et franc-maçon ?, Paris, Salvator, 2007 (ISBN 9782706720789 et 978-2-7067-0517-5)
- Les Mystères du rosaire, Paris, Emmanuel, 2008 (ISBN 9782353890330)
- Le Prêtre, Tempora, 2009 (ISBN 9782916053585)
- Laïcs dans l’Église aujourd’hui, Salvator, 2010 (ISBN 2-7067-0708-9)
- Qui enverrai-je ?, Éditions Artège, 2010 (ISBN 978-2-3604-0020-1)
- L’héritage et la promesse, Éditions RCF Méditerranée, 2011 (ISBN 9782917299111)
- Peut-on être catho et écolo ?, Artège, 2012 (ISBN 2-36040-070-3)
- Confidences, Éditions Onésime, 2012 (ISBN 2-917299-13-4)
- Paroisses réveillez vous !, Paris, Emmanuel, 2012 (ISBN 2-35389-192-6)
- De l’adoration à l’évangélisation, EdB, 2013 (ISBN 9782840245063)
- Le Temps du visage, Éditions de l'Inférieur, 2016 (ISBN 978-2-9544818-1-4)
- Urgence éducative. L'école catholique en débat, Salvator, 21 octobre 2010 (ISBN 978-2706707018)
- Le Temps des laïcs : 50 ans après le concile Vatican II, EdB, 2017 (ISBN 979-10-306-0134-3)
- Le Temps qui dure, Éditions Onésime 2000, 2017 (ISBN 978-2917299227)Pièce de théâtre

Préfaces
- Jean-François Chemain, La vocation chrétienne de la France, Via Romana, 2010 (ISBN 978-2916727691).
- John F. Harvey (en), Attirance homosexuelle, Emmanuel, 2015.

## Distinction
Le 13 mai 2005, il est nommé au grade de chevalier dans l'ordre national du Mérite au titre de « évêque du diocèse de Fréjus-Toulon (Var) ; 30 ans de ministère ecclésiastique et de services militaires ».